# Dead by Daylight
Dead by Daylight este un joc de groază de supraviețuire multiplayer asimetric, dezvoltat de studioul canadian Behavior Interactive. Este un joc unu versus patru în care un jucător preia rolul unui Killer (ucigaș), iar ceilalți patru joacă rolul supraviețuitorilor; ucigașul trebuie să pună fiecare supraviețuitor pe cârlige de sacrificiu pentru a potoli o forță răuvoitoare cunoscută sub numele de Entitate, în timp ce supraviețuitorii trebuie să evite să fie prinși și să alimenteze porțile de ieșire lucrând împreună pentru a repara cinci generatoare.
Jocul a fost lansat pentru Windows în 2016; PlayStation 4 și Xbox One în 2017; Nintendo Switch în 2019; Android, iOS, PlayStation 5, Stadia și Xbox Series X/S în 2020. A devenit Steam Deck Verified în 2023. Studioul suedez Starbreeze Studios a publicat jocul din 2016 până în 2018, când Behavior Interactive a cumpărat drepturile de publicare. Compania italiană 505 Games a publicat versiunea Nintendo Switch, în timp ce compania austriacă Deep Silver a publicat copii fizice pentru versiunile PlayStation 5 și Xbox Series X/S. Jocul a primit recenzii mixte la lansare, deși a fost un succes comercial și de atunci a atras peste 50 de milioane de jucători. O adaptare cinematografică este în prezent în curs de dezvoltare de către Blumhouse Productions și Atomic Monster Productions.